# Torrecchia Vecchia
Torrecchia Vecchia ist eine Höhenburg in Cisterna di Latina in der italienischen Region Latium, ca. 60 km südlich von Rom. Das Anwesen umfasst 6 km2 und, außer der Burgruine, auch ein wüstgefallenes Dorf.

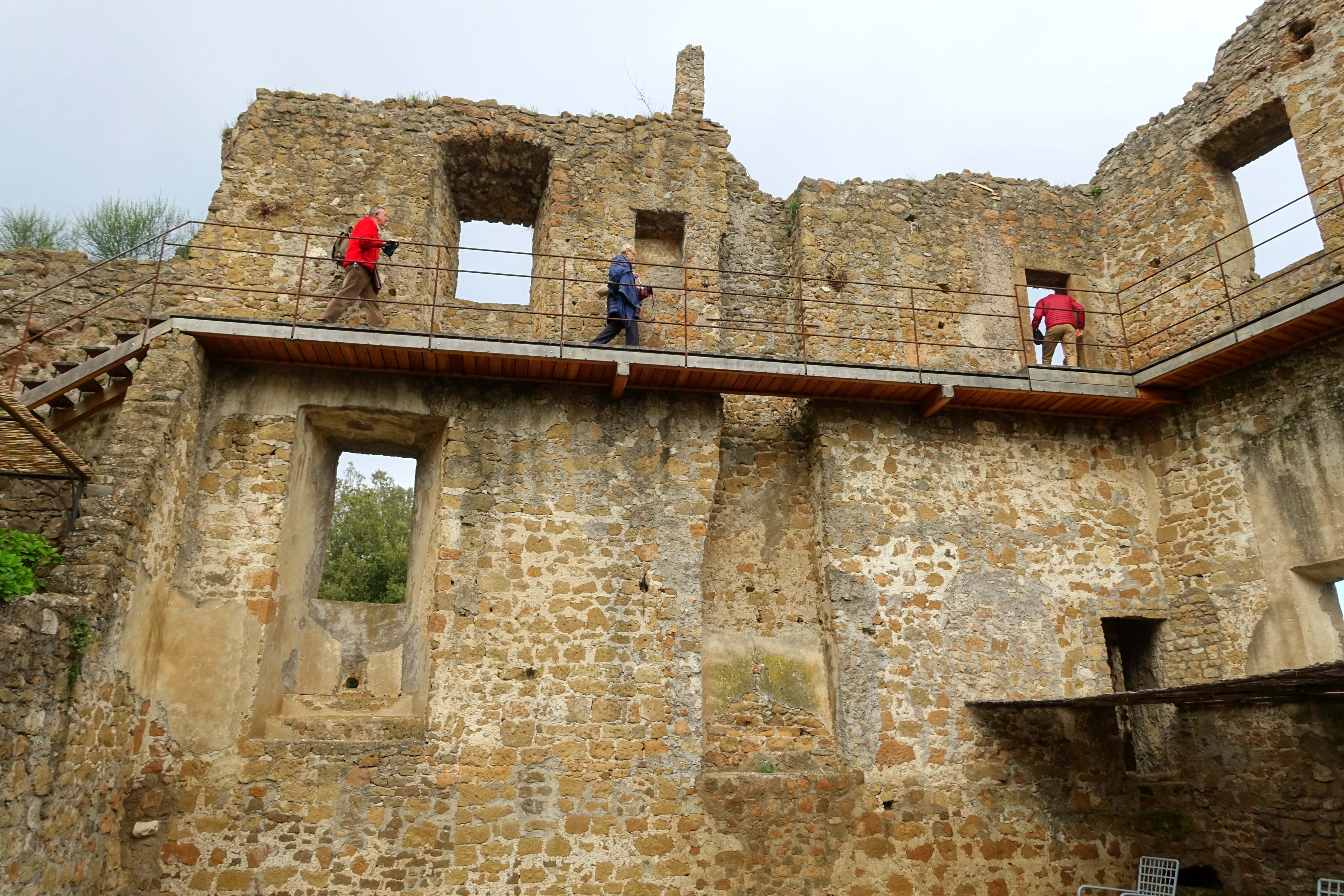
Ruinen von Torrecchia Vecchia

## Geschichte
Die Siedlung wurde erstmalig im April 1101 in einer Bulle von Paschalis II. urkundlich erwähnt. 1202 fiel Torrecchia an die Familie der Conti, die es, mit Unterbrechungen, bis 1628 beherrschten. Danach ging es in den Besitz der Familie Borghese, welche es 1908 an die Familie Sbardella verkauften.

## Gartenanlage

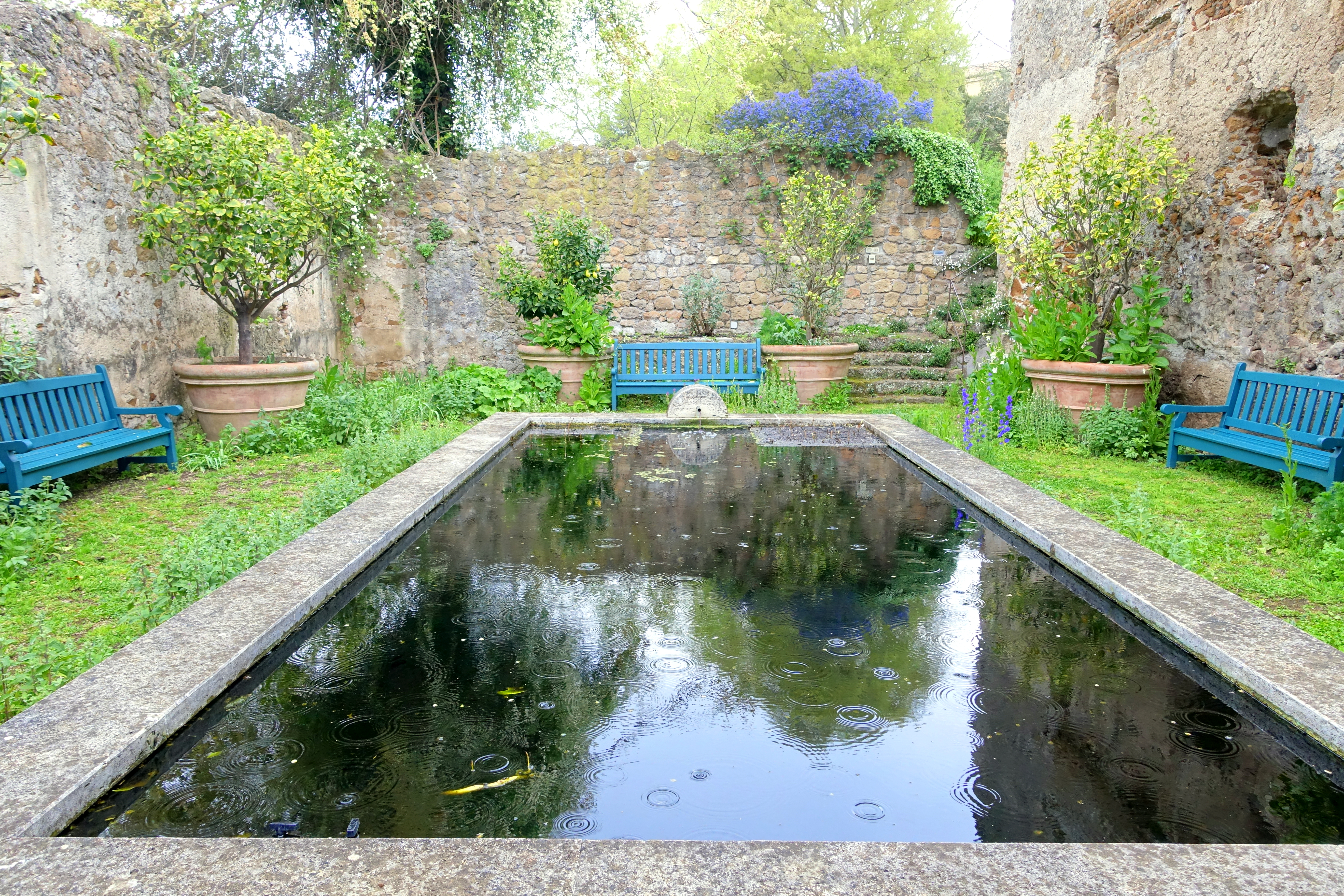
Teich in den Ruinen

Der Besitz wurde 1991 von dem Zeitungsbesitzer Carlo Caracciolo di Castagneto erworben, um Vittorio Sbardella einen Gefallen zu tun. Er ließ die Burg durch Gae Aulenti restaurieren und eine Scheune aus dem 18. Jahrhundert zu einem Feriensitz umbauen. Seine Frau Violante wünschte einen Garten und stellte Lauro Marchetti, den Verwalter von Ninfa ein, um das Gelände der Burg entsprechend umzugestalten und einen Brunnen zu bohren. 1995 beauftragte Violante Caracciolo Dan Pearson, den Garten, dessen Fläche ungefähr 2 Hektar beträgt, zu gestalten. Der Eingangsbereich zum Wohnhaus ist formell ausgeführt, mit Granatapfelbäumen und Buchsbaum in Formschnitt. Dagegen ließ sie Pearson die Ruinen mit weißem Blauregen und Kletterrosen, wie Rosa Madame Alfred Carrière, überwachsen, wobei viele Anregungen aus den Gärten von Ninfa aufgenommen wurden. Der Garten ist vor allem in Weiß und Grüntönen gestaltet. Weiße Spornblume, Judaspfennig, Mexikanisches Berufkraut und Fingerhut dürfen sich überall ungehindert ausbreiten, was zu einem sehr sanften Übergang zum umliegenden Wald führt.
1999 wurde der Engländer Stuart Barfoot als Obergärtner eingestellt.
Nach dem Tode seiner Frau im Jahr 2000 wünschte sich Carlo Caracciolo mehr Farbe im Garten, und es entstanden Wildblumenwiesen mit Kornblumen und Kamille sowie Rabatten mit dunkelrotem Schlafmohn. Der rechteckige Teich, den Pearson in einem Raum in dem Dorf angelegt hatte, wurde mit einer Rabatte aus Muskatellersalbei, Schlafmohn und Gartenrittersporn umgeben.
Carlo Caracciolo verstarb 2008, die neuen Besitzer, Carlo Revelli und dessen Ehefrau Olivia, stellten Angelo Mariani als Obergärtner ein. Das Gelände wird für Hochzeiten und Feierlichkeiten vermietet.